# Bande dessinée sur timbres de France
La bande dessinée est un thème récent sur les timbres-poste de France. Après les timbres de deux carnets sur la communication en 1988 et 1993, les héros célèbres de bande dessinée sont un sujet habituel du programme philatélique de France depuis 1999.

## Dessinateurs de bande dessinée
Un des timbres précurseurs de la thématique bande dessinée est émis en 1979 pour le centenaire de la naissance de Francisque Poulbot.

### CarnetLa Communication
En 1988, pour le 15e anniversaire du Festival d'Angoulême, la poste française demande à douze dessinateurs qui ont reçu le grand prix de la ville d'Angoulême de concevoir chacun un timbre sur le thème de la communication. 
La couverture du carnet est de Greg et les douze dessinateurs participant (par ordre chronologique d'obtention du Grand Prix) : Pellos, Jean-Marc Reiser, Marijac, Fred, Moebius, Paul Gillon, Jean-Claude Forest, Claire Bretécher, Jean-Claude Mézières, Jacques Tardi, Jacques Lob et Enki Bilal.
Ce carnet a été vendu à 3 250 000 exemplaires de février à son retrait en novembre 1988, ce qui pour 1988 a correspondu au cumul des ventes des séries de timbres de feuille et de carnet de la série Personnalités célèbres ou des ventes de la Journée du timbre.

### CarnetLe plaisir d'écrire
Un carnet similaire est projeté et retardé par choix du ministère chargé des PTT, abandon momentané qui entraîne la destruction de 2 millions d'exemplaires déjà imprimés. Il est finalement émis en 1993 et laissé en vente jusqu'en 1996.
Ont participé René Dessirier pour la couverture et pour les douze timbres : Stéphane Colman, Nicolas de Crécy, Étienne Davodeau, Florence Magnin, Mezzo, Johan de Moor, Bernard Olivié, Patrick Prugne, Thierry Robin, Guillaume Sorel, Jean-Michel Thiriet et Claire Wendling.
Quelques exemplaires du premier tirage détruit sont conservés au Musée de la Poste, à Paris.

### CarnetLe voyage d'une lettre
En 1997, une série de six timbres est émise en bande et en carnet racontant, sous forme d'une courte bande dessinée muette, le voyage d'une lettre. Ils ont été dessinés par l'illustrateur Henri Galeron.

## Depuis 1999
Progressivement, au cours des années 1990, La Poste essaie d'attirer nouveaux publics pour l'utilisation de « beaux timbres » sur le courrier ou pour lancer des jeunes sur le chemin de la philatélie. Parmi ses choix figure l'émission de timbres utilisant des personnages célèbres de la bande dessinée, majoritairement francophone.

### Journée du timbre etPersonnages célèbres
La Journée du timbre sert pour lancer le mouvement. Depuis le début des années 1980, le thème du timbre de cette journée dure quelques années. En 1999, après un hommage aux anciennes séries d'usage courant, la bande dessinée prend le relai avec Astérix repris sous les formes habituelles de timbres de feuille et de carnet, mais aussi sur un bloc-feuillet représentant une scène habituelle du village de cette série.
Par la suite, ont été utilisés :
- Les Aventures de Tintin de Hergé en 2000. Le bloc représente les principaux personnages en action.
- Gaston Lagaffe d'André Franquin en 2001. Le bloc représente des scènes habituelles : la signature ratée du contrat par exemple.
- Boule et Bill de Jean Roba en 2002. Le bloc représente toute la famille jouant au ballon.
- Lucky Luke de Morris en 2003. Le bloc représente le héros et ses fidèles animaux-compagnons à la poursuite des Daltons.

En 2004, le bloc-feuillet est abandonné. Sont émis désormais en feuille et en carnet trois timbres différents correspondant aux trois valeurs de base de la lettre simple (envoi économique, lettre de moins de 20 grammes, lettre de 20 à 50 grammes). Les séries jusqu'alors émises sont :
- les personnages de Walt Disney en 2004 : Mickey Mouse, Minnie et Donald Duck.
- les personnages de Zep en 2005 : Titeuf et ses amis Manu et Nadia.
- les personnages de Spirou et Fantasio dessinés par José-Luis Munuera en 2006 : Spirou, Fantasio et Spip leur écureuil.

En 2007, lorsque la Fête du timbre se consacre à la littérature jeunesse avec Harry Potter, l'autre série annuelle Personnages célèbres est consacré aux personnages des aventures de Tintin et Milou pour le centenaire de la naissance d'Hergé.

### Collection Jeunesse 2002
En septembre 2002, les timbres du bloc Collection Jeunesse sont dessinés par Coyote, Frank Margerin, Nikolaz, Ptiluc et Denis Sire. Ils représentent des motos célèbres.

### Timbres à message
Les timbres à message apparaissent en 1997 et font appel aux auteurs ou personnages connus de bande dessinée pour le timbre d'anniversaire depuis 2003, émis en feuille et en bloc de cinq timbres :
- le Marsupilami jonglant avec le gâteau en juin 2003,
- un dessin de Jean-Jacques Sempé représentant un serveur bien habillé portant d'une main un gigantesque gâteau en juillet 2004,
- Bécassine pour son centenaire en avril 2005,
- Babar en juin 2006,
- Sylvain et Sylvette en septembre 2007.

En mai 2006, le timbre du carnet « Bonnes vacances » est dessiné par Jean Giraud (Moebius). Il représente une jeune femme couchée dans un hamac installé devant le hublot d'un vaisseau spatial.

### Carnets sourires
Dans la lignée des carnets de 1988, 1993 et 1997 mêlant auteurs de bande dessinée et thématique postale, une émission annuelle d'un carnet Sourires est lancée en 2005.
En octobre 2005 est émis un carnet de dix timbres autocollants différents et titré Sourires. Le Chat de Philippe Geluck y exprime dix jeux de mots autour du thème de l'écriture, de la lettre et de la poste. Trois autres dessins illustrent la couverture.
En septembre 2006, c'est le chien Cubitus par Pierre Aucaigne et Michel Rodrigue qui fait de l'esprit et des pirouettes déguisées en Marianne sur le thème de la correspondance, du courrier et du timbre-poste.

### Émission conjointe
Pour l'émission conjointe avec la Belgique en 2004, est mis à l'honneur la série Blake et Mortimer. Un timbre commun représente les portraits des deux personnages. En France, un deuxième timbre est émis reprenant la couverture de l'album la Marque jaune. En Belgique, le timbre est repris sur un bloc-feuillet illustré par le portrait d'Olrik et l'Espadon. Un timbre d'hommage à Edgar P. Jacobs est également émis.
En 2006, Enki Bilal dessine le timbre Europa sur le thème de l'intégration. Le dessinateur français est lui-même né en Yougoslavie et sa famille s'est installé en France quand il avait neuf ans.